# Eivind Skabo
Eivind Halfdan Skabo (Bærum, 17 agosto 1916 – Oslo, 18 aprile 2006) è stato un canoista norvegese.

## Palmarès

### Olimpiadi
- 1 medaglia:
  - 1 bronzo (Londra 1948 nel K-1 10000 m)

### Mondiali
- 1 medaglia:
  - 1 argento (Londra 1948 nel K-1 4x500 m)